# Референдум щодо незалежності Ісландії
З 20 по 23 травня 1944 року в Ісландії відбувся конституційний референдум. Дансько-ісландський акт про союз від 1 грудня 1918 року надав Ісландії незалежність від Данії, але зберіг дві країни в особистій унії, причому король Данії також був королем Ісландії. На двосторонньому референдумі виборців запитували, чи слід скасувати Союз із Данією та чи прийняти нову конституцію республіки. Обидві пропозиції були схвалені, кожна з більш ніж 98 % «за». Явка виборців склала 98,4 % загалом, і 100 % у двох виборчих округах, Сейдісфірді та Вестур-Скафтаф'єлссісла.

## Результати
| Скасування Акту унії     | 71 122 | 99,5 | 377   | 0,5 | 1 559 | 73 058 | 74 272 | 98,4 | Так |
| Нова конституція         | 69 435 | 98,5 | 1 051 | 1,5 | 2 572 | 73 058 | 74 272 | 98,4 | Так |
| Джерело: Nohlen & Stöver |        |      |       |     |       |        |        |      |     |

## Наслідки
17 червня 1944 року союз із Данією було розірвано. Оскільки Данія все ще була окупована нацистською Німеччиною, багато данців були ображені тим, що цей крок був зроблений саме в цей час. Проте король Данії Крістіан X надіслав ісландцям вітання.
Республіканське святкування відбулося в Тінгвеллірі 17 червня 1944 року. О 13:30 прем'єр-міністр Бйорн Тордарсон дав початок урочистостей, після чого відбулася релігійна церемонія. Був піднятий ісландський прапор, а коли дзвонили церковні дзвони, члени парламенту встали зі своїх місць. Усі в односторонньому порядку проголосили, що віднині Ісландія буде республікою. Тоді члени парламенту обрали першим президентом Свенна Бьорнссона. Під час війни Свенн був регентом Ісландії та заступником короля. Він був єдиним президентом, який не обирався безпосередньо народом Ісландії.